# Kim Chol-ho
Kim Chol-ho ((김철호?, 金哲鎬?); 15 ottobre 1985) è un calciatore nordcoreano, difensore del Pyongyang City.